# Права интерсекс-людей в Кении
Права интерсекс-людей в Кении нарушаются по ряду показателей. Интерсекс-люди в Кении практически не могут избежать нормализующих операций на половых органах, проводимых без из согласия. Также они могут столкнуться с трудностями при получении документов, удостоверяющих личность. Также в Кении отсутствуют законы, защищающие граждан этой страны, являющихся интерсексами, от дискриминации.

## История
В соответствие с местными традициями, детей, чьё интерсекс-состояние было обнаружено при рождении, убивают, а их матерей могут обвинить в колдовстве. По данным медицинских организацией, на текущий момент эта ситуация начинает меняться. Выжившие интерсекс дети могут испытывать трудности с получением свидетельств о рождении и других документов удостоверяющих личность.
В декабре 2017 года африканские интерсекс-активисты опубликовали заявление с изложением своих требований.
В августе 2018 года Кенийская национальная комиссия по правам человека опубликовала доклад, призывающий к проведению научных исследований и правовой реформы для защиты прав интерсекс-людей в Кении.

## Физическая неприкосновенность
По данным различных отчётов, рождение интерсекс-ребёнка в Кении рассматривается как проклятие или плохое предзнаменование, что в свою очередь нередко приводит к детоубийству. Селин Окики, председатель организации «Десять любимых сестер», описала, как новорожденных детей, у которых видны признаки того, что они интерсексы, в соответствие с местными обычиями убивают.

Юридический запрет на медицинские вмешательства в тела интерсекс-людей без их добровольного согласия.
Нормативная приостановка не согласованных медицинских вмешательств

В 2015 году сообщалось, что подростку-интерсексу из Малинди, Мухаду Ишмаэлю была проведена косметическая операция на гениталиях, в результате чего он скончался в больнице. Ранее он был описан как «проклятие на его семью».
В октябре 2018 года Кенийская национальная комиссия по правам человека сообщила, что некоторые интерсексы были вынуждены перенести операции на половых органах, и «в некоторых случаях это привело к смерти».
В том же году были опубликованы два основных национальных доклада о положении интерсекс-людей в Кении: доклад Кенийской национальной комиссии по правам человека и доклад Целевой группы по политическим, правовым, институциональным и административным реформам в отношении интерсексов в Кении. В обоих докладах содержится призыв к реформе, направленной на защиту неприкосновенности личности интерсекс-людей, и к действиям по борьбе с их стигматизацией.
Кенийская национальная комиссия по правам человека призвала созвать рабочую группу по вопросам оказания медицинской помощи интерсекс-людям, создать национальные правила для клинического ведения таких пациентов, а также междисциплинарные команды и дать указание врачам «советовать всем родителям не проводить «нормализующие» операции до тех пор, пока дети не окажутся в возрасте, когда смогут самостоятельно принять решение», расследовать случаи детоубийства и жестокого обращения с интерсекс-детьми, исследовать влияние медицинских вмешательств в тела интерсекс-детей и финансировать доступ к согласованному медицинскому лечению.
Целевая группа заявила, что «Хирургические и гормональные вмешательства для детей в связи с их интерсекс-статусом должны проводиться только в случае неотложной медицинской помощи на основе информированного согласия». Она рекомендовала правительству:
- предоставить «защиту от недобровольного и ненадлежащего медицинского вмешательства и обеспечение эффективных средств правовой защиты»
- разработать клинические рекомендации и содействовать доступу интерсекс-людям к медицинскому обслуживанию, в том числе с помощью фонда лечения и дородового консультирования[9].

## Защита от дискриминации

Защита прав интерсексов
Защита ряда прав интерсексов
Защита прав интерсексов в ещё более узкой выборке характеристик

В настоящее время в Кении отсутствуют законы, направленные на защиту интерсекс-людей от дискриминации. Однако, права интерсекс-людей являются предметом обсуждения, в том числе через Целевую группу во главе с Исааком Мваурой (англ. Isaac Mwaura). Частично этому послужило историческое судебное дело, рассматривавшееся в 2014 году, в отношении ребенка, который не мог начать учебу в школе из-за отсутствия свидетельства о рождении. В Кении высокий уровень (по данным организации Gama Africa, 60% из 132 известных случаев) подростков-интерсексов, бросивших школу из-за травли со стороны сверстников и учителей. Результаты опросов показывают высокий уровень самоубийств среди интерсексов в Кении.
В 2010 году рассматривалось дело Ричарда Муасья (Richard Muasya v. the Hon. Attorney General), по которому Муасья был осужден за грабеж с применением насилия. Дело рассматривало, подвергался ли Муасья дискриминации из-за того, что он интерсекс. Было установлено, что он был подвергнут унижающему человеческое достоинство обращению в тюрьме.
В докладе Национальной комиссии по правам человека Кении за 2018 год обнаружены свидетельства широко распространенной стигматизации и дискриминации интерсекс-людей, в том числе детоубийства, отказов в регистрации рождения интерсекс-младенцев и высоких показателей прекращения обучения в школе интерсекс-подростками. Было установлено, что интерсексы становятся жертвами мифов и предрассудков о том, что интерсексы рождаются в результате проклятий, и что они обязательно являются геями или транссексуалами. Было установлено что эти мифы нарушают их право на справедливое судебное разбирательство. Комиссия призвала к правовой реформе:
- Изменить законодательство, целях защиты интересов интерсекс-людей
- Просвещать общественность
- Изменить законодательство так, чтобы обеспечить применение положений статьи 27 (4) Конституции, чтобы гарантировать недопущение дискриминации интерсекс-людей, во всех сферах жизни, в том числе в таких областях, как образование, здравоохранение, занятость, спорт и доступ к государственным службам; бороться с такой дискриминацией через соответствующие антидискриминационные законы

Целевая группа рекомендовала правительству:
- «обеспечить равное обращение, уважение и защиту достоинства интерсекс-людей в секторе уголовного правосудия»[9].

## Документы удостоверяющие личность

Небинарный/третий гендерный маркер доступен по желанию
Доступно только на интерсекс-людей
Обязательно для некоторых интерсекс-людей и доступно по желанию
Обязательно для некоторых интерсекс-людей с рождения
Опция недоступна или нет информации

В 2014 году в рассматривавшемся в суде деле «ребенка А» (судится через мать Е.А.) кенийский суд обязал правительство Кении выдать свидетельство о рождении пятилетнему ребенку родившемуся с гениталиями промежуточного типа. В Кении свидетельство о рождении необходимо для посещения школы, получения документов, удостоверяющих личность, и голосования. Адвокат ребенка, Джон Чигити заявил, что это «первый шаг к признанию интерсекс-людей».
В 2010 году в рассматривавшемся деле Richard Muasya v. the Hon. Attorney General суд установил, что интерсекс-лицо несло ответственность за регистрацию факта собственного рождения, после того, как это не было сделано в момент его рождения.
В докладе Кенийской национальной комиссии по правам человека говорится, что детей не следует относить к третьей категории пола, и что правительство должно «применять подход, предлагаемый интерсекс-активистами, известный как «нехирургический метод» и «разрешить интерсекс-человеку при необходимости менять своё юридическое имя и пол на всех своих документах, удостоверяющих личность». Также были выдвинуты предложения создать третью категорию пола для интерсексов, «чтобы облегчить признание интерсексов в законе».
В 2019 Кения решила включить третью опцию пола (мужской, женский, интерсекс) в опросники предстоящей переписи населения, таким образом став первой страной в Африке признающей юридически интерсекс-людей.

## Спорт
В мае 2019 года две спортсменки (Максимилла Имали и Эванджелин Макена) были исключены из национальной команды по легкой атлетике  из-за решения Спортивного арбитражного суда по делу Кастер Семеня.

## Правозащитная деятельность
В Кении есть две правозащитные организации, занимающиеся вопросами интерсекс-людей, это «Intersex Persons Society of Kenya» и «Jinsiangu/Jinsi Yangu».
В 2016 году в Кении впервые был отмечен День осведомлённости о проблемах интерсекс-людей. Gama Africa организовала марш в Найроби, а также петицию, представленную парламенту, и совместно с Кенийской национальной комиссией по правам человека организовала различные мероприятия.
В 2017 году началась работа над «Типовым законом о правах интерсекс-людей в Африке». Первое консультационное совещание состоялось в Центре по правам человека при Преторийском университете в Южной Африке. Среди представителей Кении был Джон Чигити из Фонда целевого действия по гендерным меньшинствам-Кения (GMAT), который представлял интересы интерсекс-людей в делах Высокого суда 2010 и 2014 годов.

## Известные интерсекс-люди из Кении
- Маргарет Вамбуи —  легкоатлетка.
- Максимила Имали —  легкоатлетка.
- Эванджелин Макена —  легкоатлетка.